# Железнодорожный (станция)
Железнодорожный — железнодорожная станция 4 класса на 44,6 километре линии Черняховск — Железнодорожный Калининградской железной дороги. Находится в одноимённом посёлке Железнодорожный в Правдинском районе Калининградской области. На станции находится пограничный перевалочный переход.

## География
Соседняя станции (ТР4): 101019 Озерки-Вольные. Расстояние до узловых станций (в километрах): Черняховск — 45, Железнодорожный (эксп.) — 3.
Подходит автодорога 27А-029	27А-028 — станция Железнодорожный.
Через станцию Железнодорожная проходит двухпутная линия: один путь стандартной колеи, другой путь европейской колеи. В 2021 оба пути используются для товарных поездов. 
Регулярного пассажирского движения нет с 2002 года.
На лето 2021 года пущен временный маршрут дизель-поезда Калининград — Черняховск — Железнодорожный для перевозок туристов.